# Clastopus
Clastopus là chi thực vật có hoa trong họ Cải.